# Cyrtandra begonioides
Cyrtandra begonioides är en tvåhjärtbladig växtart som beskrevs av Rudolf Schlechter. Cyrtandra begonioides ingår i släktet Cyrtandra och familjen Gesneriaceae. Inga underarter finns listade i Catalogue of Life.